# Buzançais
Buzançais is een gemeente in het Franse departement Indre en de regio Centre-Val de Loire. De gemeente telde 4.431 inwoners op 1 januari 2022.

## Geschiedenis
In het gehucht Saint-Etienne, bij een oversteekplaats over de Indre, was er een Gallo-Romeinse nederzetting: Buzantiacus of Buzantiacum. Hier werden resten van woningen (dakpannen, mozaïekfragmenten), urnen en een stele opgegraven.
In de 9e eeuw ontstond Buzançais twee kilometer verderop, op een plaats langs de Indre die beter te verdedigen viel. Hier werd een motte gebouwd waarrond een dorp ontstond. Buzançais groeide in belang. Hier zetelde vanaf de 12e eeuw een van de negen aartsdiakens van het bisdom Bourges. In de 12e eeuw werd de kerk van Saint-Honoré gebouwd (op de plaats van het huidige gemeentehuis). Buzançais kreeg ook een hospitaal, een priorij en een stadsomwalling. Van deze stadsmuur zijn nog enkele restanten zichtbaar.
Na de Franse Revolutie werd Buzançais de hoofdplaats van een kanton. In januari 1847 vond er een volksopstand (jacquerie) plaats. Na de misoogsten van 1846 waren er veel werklozen en behoeftigen in de stad, die aan het plunderen sloegen. De opstand werd onderdrukt door soldaten gestuurd door de prefect van Indre en 23 mannen werden veroordeeld tot de doodstraf of tot dwangarbeid.
Op 30 augustus 1944 staken terugtrekkende Duitse troepen het kasteel en de Saint-Honorékerk in brand.

## Geografie
De oppervlakte van Buzançais bedroeg op 1 januari 2022 58,64 vierkante kilometer; de bevolkingsdichtheid was toen 75,6 inwoners per km².
De Indre stroomt door de gemeente.
In de gemeente liggen verschillende gehuchten: La Coudre, Les Maisons Bordiers, Saint-Etienne, Heurtebise, Launay, La Paudière, Le Grand Esnard, Le Petit Esnard, Beauvais, Touchepasquier, Habilly, La Croix Rouge, La Chatonnière, La Maison Garelle, Bonneau, Le Petit Chaventon, Le Grand Chaventon en L’Egaillé.
De onderstaande kaart toont de ligging van Buzançais met de belangrijkste infrastructuur en aangrenzende gemeenten.

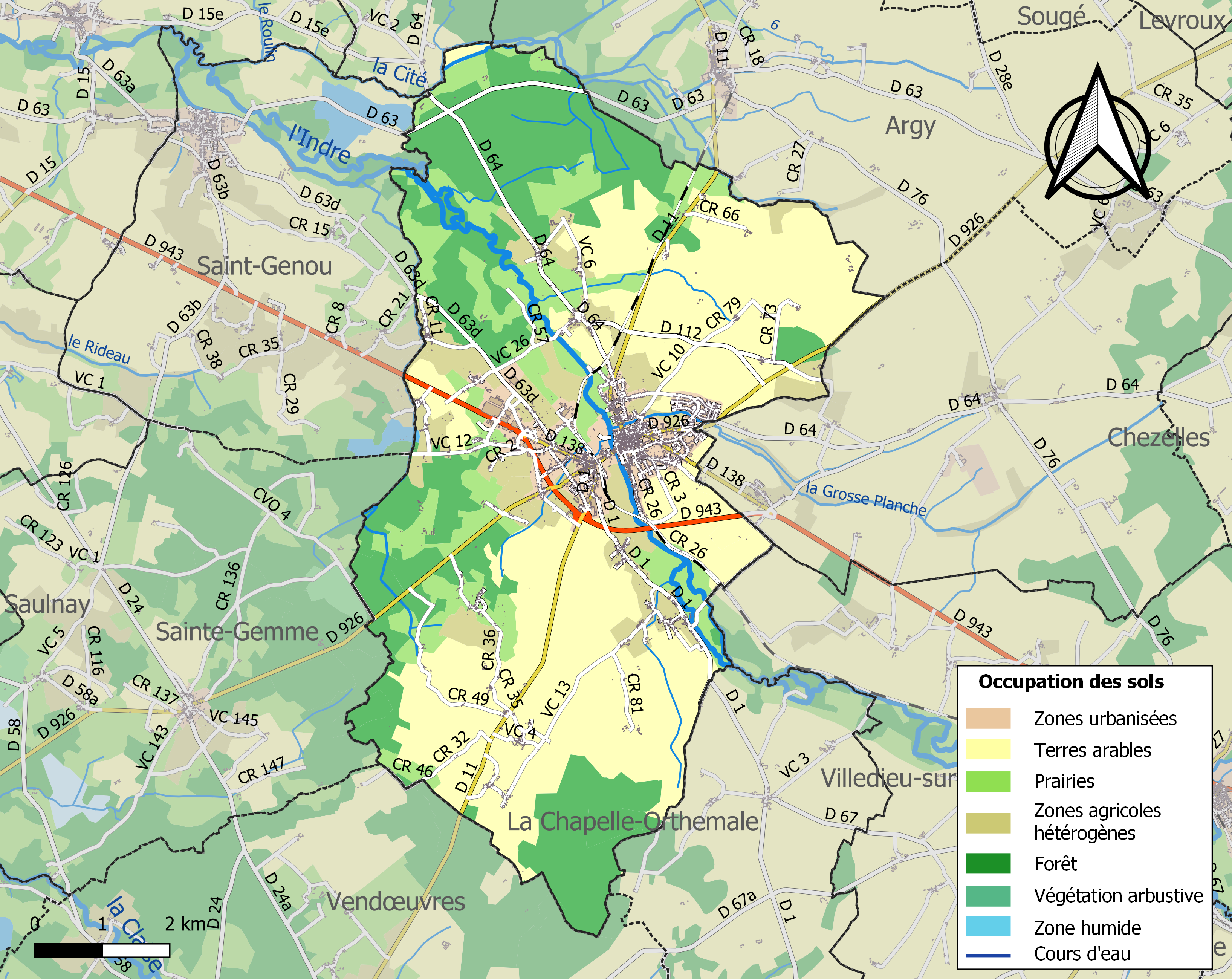

## Demografie
Onderstaande figuur toont het verloop van het inwonertal (bron: INSEE-tellingen).

## Geboren
- Antony Ratier (1851-1934), senator, minister en burgemeester van Buzançais